# Schlacht von Gabai
Granikos – Milet – Halikarnassos – Issos – Tyros – Gaugamela – Persische Tore – Jaxartes – Sogdischer Felsen – Fels von Chorienes – Gabai – Hydaspes
Die Schlacht von Gabai war ein militärischer Zusammenstoß während des Alexanderzugs im Winter des Jahres 328 v. Chr. In dieser Auseinandersetzung konnte Koinos, ein Feldherr Alexanders des Großen, den entscheidenden Sieg über den hartnäckigen Widerstand anführenden Spitamenes erringen. Sie fand in der Nähe der von Arrian genannten Stadt Gabai (altgriechisch Γαβάι) statt, die im Süden des heutigen Usbekistans zu lokalisieren ist, wohl in der Nähe des Flusses Serafschan westlich von Samarqand. Gabai wird allgemein mit dem heutigen Buchara identifiziert.

## Vorgeschichte
An der Jahreswende von 330 auf 329 v. Chr. drang Alexander der Große, den Hindukusch nach Norden überschreitend, in die zentralasiatischen Landschaften Baktrien und Sogdien vor, dem heutigen Afghanistan, südlichen Tadschikistan und Usbekistan. Dort wurde ihm nach seiner Ankunft zunächst von Spitamenes, dem persischen Statthalter Sogdiens, der flüchtige Königsmörder Bessos ausgeliefert. Spitamenes selbst aber gedachte nicht, sich dem makedonischen Eroberer zu unterwerfen, da er wohl nicht mit dessen dauerhaftem Verbleib in dieser Region rechnete. Mit seinen Gefolgsleuten setzte er sich in die westlich von Sogdien gelegenen Steppenlandschaften ab, um von dort aus einen fast zwei Jahre andauernden Guerillakrieg gegen Alexander zu führen. Dabei gelangen ihm zeitweilig einige Erfolge, wie die Belagerung der Makedonen in Marakanda (Samarqand) und die Vernichtung der 2.000 Mann starken Heeresabteilung des Pharnuches, womit er Alexander die einzige militärische Niederlage seines Eroberungszugs zufügen konnte.
Die militärische Schlagkraft des Spitamenes beruhte maßgeblich auf den schnellen Reiterkriegern der Dahae und vor allem der Massageten, die von den antiken Historikern häufig zu den Skythen gezählt werden. Die Massageten waren den Hellenen nicht unbekannt und zudem berüchtigt, galten sie doch als das Volk, gegen das der Perserkönig Kyros II. seine verhängnisvolle letzte Schlacht geschlagen haben soll. Ihre weite Steppe im heutigen Nordusbekistan und Turkmenistan diente Spitamenes als Operationsbasis und Rückzugsort, von wo aus er zu schnell ausgeführten Schlägen gegen die Truppen Alexanders ausholte. Dieser musste gegen diese Guerillataktik seine bisher so erprobte Kriegsführung aufgeben und anpassen, indem er den Gegner nicht mehr mit seinem geschlossenen Heer eine Entscheidungsschlacht aufzwingen konnte, sondern ihn nun mittels kleineren und selbstständig operierenden Heeressäulen zu bekämpfen suchte.

## Die Schlacht
Als Spitamenes im Frühjahr 328 v. Chr. einen erneuten Heerzug nach Baktrien führte und dabei Zariaspa (Balch) eroberte, marschierte Krateros mit seiner Heeressäule in das Land der Massageten ein und fügte ihnen eine Niederlage zu, konnte sie aber nicht in ihr weites Hinterland verfolgen. Der zur selben Zeit in Marakanda weilende Alexander, der gerade im Streit seinen Freund Kleitos getötet hatte, beabsichtigte mit dem Gros seines Heeres nach Nautaka (Shahrisabz) zu ziehen. Zurück sollte eine kleinere Heeresabteilung unter dem Kommando des Koinos bleiben, mit dem Auftrag, hier zu Überwintern, jeden sich auftuenden Gefahrenherd zu bekämpfen und vor allem Spitamenes zu stellen. Beigestellt wurden dem Feldherrn dafür zwei Bataillone der makedonischen Infanterie (pezhetairoi, à 1536 Mann), sein eigenes und jenes des Meleagros, 400 berittene Gefährten (hetairoi) sowie alle verfügbaren Speerträger zu Pferd (hippakontistai), deren Mannstärke nicht überliefert ist.
Spitamenes befand sich zu Beginn der zweiten Jahreshälfte 328 v. Chr. in einer prekären Situation, da nahezu alle festen Plätze in Sogdien und Baktrien nun fest in der Hand Alexanders waren, die er mit seinen nomadischen Truppen kaum aussichtsreich belagern konnte. Deren Loyalität war aber nur aus der durch Plünderungen zu gewinnenden Beute aufrechtzuerhalten, die aufgrund der Anwesenheit der Garnisonen nun nur noch schwer zu erzielen war. Auf die Nachricht von Alexanders Abzug fasste Spitamenes deshalb den Entschluss zu Konfrontation mit Koinos in der Hoffnung, nach dessen Besiegung in einer Feldschlacht in Marakanda einziehen zu können. Diese Strategie hatte sich zuvor schon bei Zariaspa bewährt. Als er mit 3.000 Reitern in das Umland der sogdischen Grenzfestung Gabai einfiel, zog ihm Koinos tatsächlich entgegen.
Die Schlacht von Gabai wird einzig bei Arrian erwähnt, der sie aber im Gegensatz zu den bekannteren Schlachten des Alexanderzugs nicht im Detail beschreibt. Das resultiert offenbar daher, weil seine Hauptquelle für das Leben Alexanders, der hetairos Ptolemaios, selbst kein Augenzeuge der Schlacht gewesen war und er deshalb Arrian auch keine Informationen liefern konnte. Arrian berichtet lediglich, dass Koinos aus einer hart geführten Schlacht siegreich hervorging und dem Gegner hohe Verluste zufügte. Unerwähnt bleibt dabei, mit welcher Taktik Koinos mit seiner im Kern infanteristischen Truppe die schnellen Nomadenreiter hatte besiegen können.

## Folgen
Spitamenes gelang die Flucht vom Schlachtfeld in die Steppe seiner verbündeten Massageten, denen gegenüber er aber jegliche Autorität als Anführer verloren hatte. Weil sie einen Vergeltungsschlag der Makedonen auf ihr Land befürchteten, brachten sie ihn schließlich um und sandten seinen Kopf an Alexander. Mit seinem Ende kam der Widerstand in Zentralasien bis zum Frühjahr 327 v. Chr. zum Erliegen, der Alexander zwei Jahre lang in Anspruch genommen hatte. Ironischerweise kam Spitamenes von Verräterhand zu Fall, wie schon zuvor Bessos, den er selbst verraten hatte, und Dareios III., der wiederum von Bessos verraten worden war.
Das Jahr 327 v. Chr. konnte Alexander nun der Vorbereitung seines Indienunternehmens widmen, das mit einer zweiten Überquerung des Hindukusch im Winter 327/326 v. Chr. begonnen wurde.